# Melanie Barbezat
Melanie Barbezat (Biena, 10 de agosto de 1991) es una deportista suiza que compite en curling.
Ganó tres medallas en el Campeonato Mundial de Curling entre los años 2019 y 2022, y dos medallas en el Campeonato Europeo de Curling, en los años 2018 y 2019.
Participó en los Juegos Olímpicos de Pekín 2022, ocupando el cuarto lugar en la prueba femenina.

## Palmarés internacional
| Campeonato Mundial | Campeonato Mundial     | Campeonato Mundial | Campeonato Mundial |
| Año                | Lugar                  | Medalla            | Prueba             |
| ------------------ | ---------------------- | ------------------ | ------------------ |
| 2019               | Silkeborg (Dinamarca)  | Medalla de oro     | Equipo             |
| 2021               | Calgary (Canadá)       | Medalla de oro     | Equipo             |
| 2022               | Prince George (Canadá) | Medalla de oro     | Equipo             |
| Campeonato Europeo |                        |                    |                    |
| Año                | Lugar                  | Medalla            | Prueba             |
| 2018               | Tallin (Estonia)       | Medalla de plata   | Equipo             |
| 2019               | Helsingborg (Suecia)   | Medalla de bronce  | Equipo             |